# Patrick Page
John Patrick Page (Spokane, 27 aprile 1962) è un attore, basso-baritono e drammaturgo statunitense, attivo in campo teatrale, televisivo e cinematografico.

## Filmografia

### Attore

#### Cinema
- Il colore del fuoco (Substance of Fire), regia di Daniel J. Sullivan (1997)
- I Am Michael, regia di Justin Kelly (2015)
- Sognando a New York - In the Heights (In the Heights), regia di Jon M. Chu (2021)
- Spirited - Magia di Natale (Spirited), regia di Sean Anders (2022)

#### Televisione
- Law & Order - Unità vittime speciali – serie TV, 1 episodio (1997)
- The Good Wife – serie TV, 1 episodio (2012)
- Elementary – serie TV, 2 episodi (2015)
- Flesh and Bone – miniserie TV, 6 puntate (2015)
- The Blacklist – serie TV, 1 episodio (2016)
- Madam Secretary – serie TV, 3 episodi (2017)
- NCIS: New Orleans – serie TV, 1 episodio (2018)
- Evil – serie TV, episodi 1x13-3x07 (2020-2022)
- Law & Order - Unità vittime speciali – serie TV, 1 episodi (2020-2022)
- The Gilded Age – serie TV (2022-in corso)
- Schmigadoon! – serie TV, 5 episodi (2023)
- Étoile – serie TV, episodi 1x03-1x05-1x07 (2025)

### Doppiatore
- Big Mouth – serie animata, episodi 7x09-7x10-8x02 (2023-2025)
- Helluva Boss – serie animata, episodio 2x11 (2024)
- Biancaneve (Snow White), regia di Marc Webb (2025)

## Teatro
- Giulio Cesare, Oregon Shakespeare Festival di Ashland (1991)
- Riccardo II, Alabama Shakespeare Festival di Montgomery (1992)
- The Sisters Rosenweig, Seattle Repertory Theatre di Seattle (1992)
- Sunsets and glories, A Contemporary Theatre di Seattle (1992)
- The Kentucky Cycle, Royale Theatre di Broadway (1993)
- Amleto, Indiana Repertory Theatre di Indianapolis (1994)
- Riccardo II, Public Theater di New York (1994)
- Dracula, Arizona Theatre Company di Phoenix (1995)
- La dodicesima notte, Warehouse Theatre di Fort Bragg (1996)
- A Christmas Carol, Madison Square Garden di New York (1998)
- The Lion King, tour statunitense (1999)
- Riccardo III, Pioneer Theatre Company di Salt Like City (1999)
- La Bella e la Bestia, Lunt Fontanne Theatre d Broadway (1999-2001)
- Rex, York Theatre di New York (2000)
- Le armi e l'uomo, Long Wharf Theatre di New Haven (2001)
- La Bella e la Bestia, Lunt Fontanne Theatre d Broadway (2003)
- Macbeth, Lansburgh Theatre di Washington (2004)
- Giulio Cesare, Belasco Theatre di Broadway (2005)
- Otello, Lansburgh Theatre di Washington (2005)
- The Lion King, Minskoff Theatre di Broadway (2005)
- Dr. Seuss' How the Grinch Stole Christmas!, Hilton Theatre di New York (2006)
- Dr. Seuss' How the Grinch Stole Christmas!, St James Theatre di Broadway (2007)
- Dancing in the Dark, Old Globe Theater di San Diego (2008)
- Amleto, Carter Barron Amphitheatre di Washington (2008)
- The Pleasure of His Company, Old Glove Theater di San Diego (2008)
- Un uomo per tutte le stagioni, American Airlines Theatre di Broadway (2008)
- Cyrano de Bergerac, Lowell Davies Festival Theatre di San Diego (2009)
- La dodicesima notte, Old Globe Theater di San Diego (2009)
- I Do! I Do!, The Sheryl and Harvey White Theatre di San Diego (2009)
- La duchessa di Amalfi, Red Bull Theatre di New York (2010)
- Oliver!,  Pittsburgh Civic Light Opera di Pittsburgh (2010)
- Spider-Man Turn Off the Dark, Foxwoods Theatre di Broadway (2012)
- The Sound of Music, Carnegie Hall di New York (2012)
- The Apple Cart, Gingold Theatrical Group di New York (2012)
- Cyrano de Bergerac, American Airlines Theatre di Broadway (2012)
- Coriolano, Shakespeare Theatre Company di Washington (2013)
- A Time to Kill, John Golden Theatre di Broadway (2013)
- Casa Valentina, Samuel J. Friedman Theatre di Broadway (2014)
- The Hunchback of Notre Dame, La Jolla Playhouse di La Jolla (2014)
- The Hunchback of Notre Dame, Paper Mill Playhouse di Millburn (2015)
- Cimbelino, Public Theater di New York (2015)
- Spring Awakening, Brook Atkinson Theatre di Broadway (2015)
- Hadestown, New York Theatre Workshop di New York (2016)
- La tempesta, Sidney Harman Hall di Washington (2016)
- Coriolano, Barrow Street Theatre di New York (2016)
- Archduke, Mark Taper Forum di Los Angeles (2017)
- Hadestown, Citadel Theatre di Edmonton (2017)
- A Christmas Carol, Pittsburgh Civic Light Opera di Pittsburgh (2017)
- Santa Giovanna, Samuel J. Friedman Theatre di Broadway (2018)
- Hadestown, Royal National Theatre di Londra (2018)
- Hadestown, Walter Kerr Theatre di Broadway (2019-2022)
- Re Lear, Shakespeare Theatre Company di Washington (2023)

## Doppiatori italiani
Nelle versioni in italiano delle opere in cui ha recitato, Patrick Page è stato doppiato da:
- Dario Oppido in Flesh and Bone, Spirited - Magia di Natale
- Nino Prester in Elementary
- Paolo Marchese in NCIS: New Orleans
- Davide Marzi in The Gilded Age

Da doppiatore è sostituito da:
- Antonino Saccone in Biancaneve